# Olympische Jugend-Winterspiele 2016/Teilnehmer (Armenien)
| Gelbes Symbol für Goldmedaillen mit stilisierten Olympischen Ringen | Graues Symbol für Silbermedaillen mit stilisierten Olympischen Ringen | Braundes Symbol für Bronzemedaillen mit stilisierten Olympischen Ringen |
| ------------------------------------------------------------------- | --------------------------------------------------------------------- | ----------------------------------------------------------------------- |
| —                                                                   | —                                                                     | —                                                                       |

Armenien nahm an den Olympischen Jugend-Winterspielen 2016 in Lillehammer mit zwei Athleten in zwei Sportarten teil.

## Sportarten

### Eiskunstlauf
| Athleten             | Wettbewerb | Kurzprogramm | Kurzprogramm | Free skating | Free skating | Gesamt | Gesamt |
| Athleten             | Wettbewerb | Punkte       | Rang         | Punkte       | Rang         | Punkte | Rang   |
| -------------------- | ---------- | ------------ | ------------ | ------------ | ------------ | ------ | ------ |
| Mädchen              |            |              |              |              |              |        |        |
| Anastassia Galustjan | Einzel     | 55,89        | 7            | 77,32        | 11           | 133,21 | 10     |

### Skilanglauf
| Athleten           | Wettbewerb       | Qualifikation | Qualifikation | Viertelfinale      | Viertelfinale      | Halbfinale         | Halbfinale         | Finale             | Finale             |
| Athleten           | Wettbewerb       | Zeit          | Rang          | Zeit               | Rang               | Zeit               | Rang               | Zeit               | Rang               |
| ------------------ | ---------------- | ------------- | ------------- | ------------------ | ------------------ | ------------------ | ------------------ | ------------------ | ------------------ |
| Jungen             |                  |               |               |                    |                    |                    |                    |                    |                    |
| Mikajel Mikajeljan | Cross            | 3:18,48 min   | 27            |                    |                    | 3:14,65 min        | 9                  | nicht qualifiziert | nicht qualifiziert |
| Mikajel Mikajeljan | Sprint klassisch | 3:16,38 min   | 35            | nicht qualifiziert | nicht qualifiziert | nicht qualifiziert | nicht qualifiziert | nicht qualifiziert | nicht qualifiziert |
| Mikajel Mikajeljan | 10 km Freistil   |               |               |                    |                    |                    |                    | 26:12,1 min        | 26                 |